# اندیس چنارمحسنی
چنارمحسنی یک اندیس فلزی است که در حوالی شهر نیریز استان فارس قرار دارد و مادهٔ معدنی موجود در آن، کرومیت است.  